# Mikhaïl Astachkine
 (mai 2017).
Le contenu est difficilement compréhensible vu les erreurs de traduction, qui sont peut-être dues à l'utilisation d'un logiciel de traduction automatique.
 Mikhaïl Yegorovitch Astachkine (en russe : Михаил Егорович Асташкин), né le 17 septembre 1908 (30 septembre dans le calendrier grégorien) dans l’(Empire russe) et décédé le 14 septembre 1941 près du Khoutor Vajniy (district de Bilyayivka, région d’Odessa), capitaine de l’Armée soviétique, participant de la guerre soviéto-finlandaise et de la Grande Guerre patriotique. Commandant de l’escadrille du 69e Régiment de chasse, Héros de l'Union soviétique (à titre posthume).

## Biographie
Mikhaïl Astachkine est né le 17 septembre 1908 dans le gouvernement de Riazan, dans la famille paysanne. 
En 1925, il a terminé 7 années d’études, en 1930 il a été recruté dans l’Armée rouge des ouvriers et paysans. 

### Carrière militaire
Deux ans après, en 1932, Mikhaïl Astachkine est entré à l’école des pilotes à Leningrad. Ayant passé le cours théorique, il a été envoyé à l’Ecole militaire des pilotes à Engels.
En 1934, après avoir obtenu l’attestation avec mention, l’aviateur est devenu moniteur de la même école.   
En 1940, M. Astachkine a participé à la guerre de l’URSS cotre la Finlande en tant que le commandant d’une escadrille. La même année il a été promu l'Ordre du Drapeau rouge, est devenu le commandant de la première escadrille du 69e Régiment de chasse dans le district militaire d'Odessa.

### Grande Guerre patriotique
L’Allemagne nazie ayant attaqué l’URSS, M. Astachkine a combattu aux alentours de la ville d’Odessa, comme commandant de la première escadrille du 69e régiment de l’aviation de chasse. Il y a effectué 162 vols, a abattu quatre avions personnellement et huit avions en groupe.  
Le 14 septembre 1941, il a fait son dernier vol de combat pendant lequel son avion a été abattu. L’aviateur l’a dirigé contre un entassement de soldats d’ennemi non loin du khoutor Vajniy.   
Le 5 novembre, l’exploit de M. Astachkine a été apprécié par le Conseil militaire du Front du Sud et l'aviateur a été décoré par le deuxième Ordre du Drapeau rouge (à titre posthume). 
Le 10 février 1942, il est devenu Héros de l'Union soviétique (à titre posthume).

## Hommages posthumes
- La dépouille de M. Astachkine a été réenterrée sur l'Allée de la Gloire du parc Chevtchenko à Odessa.
- Le nom du héros est porté par une rue au centre d’Odessa où il y a une plaque commémorative en son honneur[1].
- Il y a une plaquette commémorative, portant son nom, dans le square dédié en l’honneur des aviteurs du 69e régiment de l’aviaton de chasse.
- Sa biographie est placée sur le site thématique «Герои страны» (Héros du pays).